# Super Smash Bros. Brawl
Vous lisez un « bon article » labellisé en 2010.
Super Smash Bros. Brawl (prononcé en anglais : [ˈsuːpə(ɹ) smæʃ ˈbɹoʊz ˈbɹɔːl] ; en japonais : 大乱闘スマッシュブラザーズＸ, Dairantō Sumasshu Burazāzu Ekkusu), parfois abrégé en SSBB, est un jeu vidéo de combat développé par Sora et édité par Nintendo. Le jeu sort sur Wii en janvier 2008 au Japon, en mars en Amérique du Nord, puis en juin en Australie et en Europe.
Super Smash Bros. Brawl rassemble des personnages issus de diverses franchises vidéoludiques. Il inclut pour la première fois des personnages venant d'éditeurs tiers, pour un nombre total plus important que son prédécesseur Super Smash Bros. Melee. Le but du jeu est d'éjecter un adversaire lors d'un combat hors de l'écran ; Brawl propose également un mode aventure, l'Émissaire subspatial, dont le scénario met en scène les personnages présents dans le jeu. Il offre un mode multijoueur pouvant aller jusqu'à quatre joueurs, et est le premier opus de la série à permettre des combats en ligne avec la Nintendo Wi-Fi Connection.
Il constitue le troisième épisode de la série Super Smash Bros.. Le jeu est un important succès critique, recevant d'excellentes notes de la presse spécialisée, et également un succès commercial, avec 13,32 millions d’unités vendues à travers le monde en septembre 2020.

## Système de jeu
Comme ses prédécesseurs, Brawl utilise un système de combat singulier par rapport à la majorité des jeux de combat. Les joueurs ont un large choix de personnages, et chacun tente de lancer ses adversaires hors de la limite du terrain, dans différentes arènes de combat. Au lieu des traditionnelles barres de santé qui commencent à 100 %, les personnages de Brawl commencent le jeu avec une barre de dommages à 0 %, dont la valeur augmente lorsqu’ils reçoivent des coups. Plus le pourcentage sera haut, plus le personnage touché s’envolera loin. Quand un personnage est éjecté hors du terrain, il perd une vie (ou un point, selon le mode de jeu).
Brawl inclut une fonction qui permet aux joueurs de créer un profil avec des boutons personnalisés pour chaque méthode de contrôle, ainsi que leur nom d’utilisateur choisi.

Le logo de la série Super Smash Bros. est aussi la forme de la balle smash, qui permet au joueur d'utiliser le Final Smash.

Le jeu est jouable avec la Wiimote avec ou sans Nunchuk, avec la manette classique de la Wii ou avec une manette GameCube. Les personnages possèdent une grande variété d'attaques. Les joueurs exécutent chaque mouvement en pressant un bouton en même temps qu'en bougeant le stick analogique ou en pressant la croix directionnelle, en fonction du mode de jeu. En plus des attaques basiques, les personnages ont accès à des coups spéciaux, connus sous le nom de Smash. Chaque personnage a quatre mouvements uniques, qui provoquent souvent des effets supplémentaires aux simples dommages sur un adversaire. Brawl introduit la possibilité de faire des super-attaques, connues sous le nom de Final Smash. Beaucoup plus puissants que les attaques régulières, ces mouvements peuvent avoir différents effets, allant d'une inévitable explosion de coups à une transformation temporaire. Les Final Smash peuvent être effectués lorsque la Balle Smash (un objet portant le logo de Smash Bros..) est détruite. Le personnage brille alors en provoquant une aura autour de lui. S'il subit un certain nombre de dégâts, la Balle Smash lui sera retirée et devra de nouveau être détruite par un personnage pour être libérée.
Les personnages peuvent utiliser des objets pour remplacer leurs attaques traditionnelles ; chacun a un effet différent sur les personnages autour de lui. Bien que de nombreux objets proviennent des précédents jeux, de nouveaux ont été mis en place. Certains ont également changé d'apparence et de fonction. Deux variétés d'items, les « Trophées aide » et les « Poké Balls » invoquent respectivement des personnages et des Pokémon, qui aident généralement le joueur les ayant utilisés. Ils ne peuvent être contrôlés par les joueurs, et sont pour la plupart invincibles. Certains n'aident toutefois pas le joueur, comme le Pokémon Électrode qui provoque une explosion pouvant causer des dégâts à n'importe quel joueur ou le Pokémon Goinfrex, qui mange les objets qu'il croise sur le terrain, le trophée aide M.. Resseti qui remplit l'écran d'une bulle retranscrivant ses paroles, ou le labrador issu de Nintendogs qui cache la vue des joueurs.

### Groupe
Le jeu dispose de différents modes de jeu multijoueur. Le mode classique Brawl permet des affrontements de deux à quatre joueurs ; il est possible de paramétrer la partie, et que la console contrôle certains des personnages en leur attribuant un degré de puissance allant de 1 à 9. Le mode Combat spécial est identique, à la différence près qu'il élargit le choix du paramétrage d'une partie, proposant par exemple que tous les personnages soient invisibles, en métal, crachent du feu, aient une fleur sur la tête, que la bataille se passe au ralenti ou en vitesse accélérée ou que les personnages décollent plus ou moins quand on les frappe. Le mode Tournoi permet d'organiser un tournoi par élimination directe jusqu'à 32 joueurs. La répartition des joueurs se fait au hasard, ces derniers devant se passer les manettes pour participer chacun leur tour à leurs matchs. Les joueurs peuvent être remplacés par l'ordinateur. Enfin, le jeu instaure un mode Roulement qui permet après chaque joute d'expulser les gagnants ou les perdants pour les remplacer par de nouveaux joueurs.

### Solo
Le mode solo reprend le principe des opus précédents en y ajoutant quelques nouveaux modes de jeu. Hormis le mode classique, tous les modes de jeux suivants sont jouables à deux :
Le mode classique est composé d'une multitude de combats prédéterminés que le joueur doit essayer de gagner, ponctué de mini-stages avec des cibles à détruire et où il y a 5 difficultés, allant de débutant à expert. Les combats sont tirés au hasard, mais avec un thème donné (par exemple, la première arène et ses personnages ont un lien avec The Legend of Zelda), le personnage combat un personnage géant, en métal, plusieurs personnages à la fois ou une multitude de personnages de force moindre, mais il peut aussi y avoir des cibles à détruire. Le combat final se déroule contre la Créa-Main (qui dispose d'un capital de point de vie que le joueur doit lui faire perdre). Il y a parfois quelques modifications des paramètres des combats (par exemple, des matchs par équipes). Ce mode est disponible pour un seul joueur.
Comme pour le mode classique, dans les modes All-Star et Smash Boss, les joueurs ont seulement une vie pour vaincre tous les personnages jouables et boss, respectivement,. Il existe entre chaque combat une zone de repos contenant trois cœurs, qui vident la jauge de dommages du personnage jusqu'à 0 %, que le joueur peut utiliser une seule et unique fois durant tout le mode. Les trophées des personnages vaincus apparaissent en fond d'écran de cette zone.
Le mode All-Star permet d'affronter des personnages de diverses séries dans des stages leur appartenant. Cela va dans l'ordre chronologique d'apparition des jeux : on commence par combattre Mr. Game and Watch du jeu Game and Watch apparu en 1980 qui est sur son stage Stade 2D no 2 puis le joueur finit par Olimar de Pikmin sorti en 2001 sur le stage Planète Lointaine. Seul R.O.B n'a pas de stage tiré de sa série. Ce mode peut se jouer à 2 joueurs. Il n'est disponible que si tous les personnages ont été découverts.
Le mode Smash Boss permet d'affronter les 10 boss de l'Émissaire Subspatial le plus rapidement possible. Ils apparaissent comme dans l'aventure sauf pour Créa-Main et Dé-maniaque. L'ordre est très différent à chaque fois, mais cependant le mode se finit toujours par Tabbou, le grand ennemi de l'aventure. Il faut avoir fini le mode aventure pour avoir ce mode de jeu.
Le mode Événements, issu du précédent opus, consiste à faire des combats avec un objectif précis. Chacun des 62 événements a trois niveaux de difficulté ; 41 événements sont jouables en solo, 21 événements sont pour deux joueurs.
Le mode Stade est une collection de mini-jeux. Venant des deux opus précédents, le mode « Smash dans le mille », dans lequel le joueur doit briser les cibles le plus rapidement possible (également jouable dans le mode classique). En outre, les objets dispersés dans les arènes peuvent être utilisés. Dans le concours de Home-Run Smash, le joueur a dix secondes pour affaiblir le sac de sable et l'envoyer le plus loin possible avec la batte de baseball. À l'instar des personnages, plus le sac a subi de dégâts, plus il va loin. Tous les mini-jeux peuvent être joués à deux, ce qui constitue une nouveauté par rapport à Melee,. Il y a aussi, toujours dans le mode stade, des combats particuliers où il faut détruire le plus d'alloïdes de couleurs différentes en 3 ou 15 minutes, en détruire 10 ou 100 le plus rapidement ou en détruire le plus sans objets.

### L'Émissaire subspatial
Brawl introduit un mode aventure nommé L'Émissaire subspatial. Ce mode dispose de nombreux niveaux à défilement horizontal
et de multiples boss à vaincre, entrecoupés de cinématiques expliquant l'histoire. Il introduit un groupe d'antagonistes nommé Armée subspatiale, qui est contrôlé par le Ministre Antique. Certains de ces ennemis sont déjà apparus lors des jeux précédents de Nintendo. Bien que le mode soit principalement destiné à être joué en solo, un mode coopératif multijoueur existe.
Ce mode utilise des vignettes qu'il est possible de coller en dessous du trophée du personnage pour lui donner des bonus.
Contrairement au reste du jeu, le mode « Aventure » utilise un système d'équipe, dans laquelle il est possible de choisir directement les personnages que l'on désire incarner, en les choisissant dans l'ordre (si le premier personnage sélectionné meurt, le deuxième le remplace, etc.) Le joueur commence avec un choix restreint de personnages, mais des évènements surviennent rapidement lorsque vous avancez dans l'histoire : certains personnages se joignent à l'équipe, d'autres la quittent, des groupes fusionnent, un personnage particulier est mis en avant.
Le réalisateur du jeu, Masahiro Sakurai, a fait valoir que ce mode était plus étoffé que le mode solo des opus précédents. Shigeru Miyamoto a expliqué que Sakurai a toujours voulu avoir un mode solo plus approfondi, mais il voulait que Sakurai se concentre plus sur les aspects multijoueur des précédents opus car il existe déjà de très nombreux jeux jouables seul de ce type. Ici, les deux étaient possibles grâce au temps alloué pour le développement. Pour créer un scénario pour ce mode, Sakurai a demandé de l'aide à Kazushige Nojima, un scénariste connu pour son travail sur la série Final Fantasy.
Le mode « Émissaire subspatial » est entièrement jouable à deux. La caméra suit le joueur numéro 1, et si le joueur numéro 2 sort de l'écran d'une autre manière qu'une éjection par un ennemi, il revient automatiquement à côté du joueur numéro un. En appuyant sur une certaine touche, il peut aussi revenir à côté du joueur 1 même s'il n'est pas éjecté, ce qui est pratique car le fait que la caméra suive le joueur 1 peut parfois être difficile pour le joueur 2. Au moment de la sélection des personnages, le joueur 2 n'en choisit qu'un seul, et le joueur 1 choisit les autres ; chacun démarre avec le personnage qu'il a choisi en premier. Lorsque l'un des deux joueurs meurt, il réapparait quelques secondes plus tard, avec le personnage suivant l'ordre choisi par le joueur 1 au début. Chaque mort (joueur 1 et 2) consomme une vie. Lorsque le joueur 1 meurt et n'a plus de vie disponible, la partie est perdue.

### Scénario
Mario et les personnages de l'univers Nintendo (Link, Pikachu, Kirby et les autres…) partent pour l'aventure et unissent leurs forces afin d'affronter Tabbu et l'armée Subspatiale qui comporte des créatures très puissantes et des antagonistes connus de l'univers Nintendo (Bowser, Ridley, Ganon, Wario, Porky, RAYQUAZA….).

### Connexion Wi-Fi
Le jeu permet, par le biais de la Nintendo Wi-Fi Connection, de jouer en ligne en utilisant le système des codes amis, mais également contre des joueurs du monde entier. Durant un combat avec des amis, le joueur peut envoyer quatre messages pré-enregistrés à ses adversaires, qui apparaissent dans le jeu sous la forme d'une phylactère. Un mode spectateur existe et permet d'assister à un combat et de parier des pièces sur l'un des compétiteurs. Pendant la recherche d'adversaires, le joueur peut passer le temps en contrôlant son personnage dans une salle d'attente avec un sac de sable pour s'échauffer.
Des captures d'écran peuvent être prises durant les batailles et dans certains autres jeux, qui peuvent être envoyées à des amis ou à Nintendo. La capture de vidéos peut être faite dans des jeux spécifiques, incluant Brawl et Smash dans le mille, de la même manière.
À noter tout de même que cette option n'est plus disponible depuis le 20 mai 2014, qui signe la fermeture de la Nintendo Wi-Fi Connection, et où Super Smash Bros. Brawl fait alors partie des jeux affectés. Toutes les options hors-internet sont conservées.

### Coffre
Provenant de Melee, sont de retour les trophées, ces statuettes de personnages de jeux vidéo et d'objets qui en donnent une brève histoire ou une description. Un mini-jeu, le lance-pièces, remplace la loterie de Melee en tant que principale méthode pour l'obtention de trophées. Le lance-pièces est une machine qui utilise des pièces comme projectiles pour tirer sur des trophées et les dangers qui menacent le joueur tels que les missiles. Les pièces peuvent aussi être utilisées pour parier sur une victoire dans le mode spectateur. Les trophées non-disponibles dans ce mode peuvent être obtenus en utilisant un objet appelé « Socle à trophée » sur les ennemis ou boss dans l'Émissaire Subspatial. Les trophées obtenus de cette manière peuvent contenir des informations sur l'histoire de l'Émissaire Subspatial.
En plus des trophées, les joueurs peuvent collecter des autocollants. Les joueurs peuvent placer les autocollants et les trophées sur des fonds d'écrans et faire des captures d'écran, qui peuvent être envoyées aux autres joueurs via la Nintendo Wi-Fi Connection,. Les autocollants peuvent être utilisés sur les personnages afin d'augmenter leurs pouvoirs durant l'Émissaire Subspatial.
Les autres autocollants et trophées qui ne peuvent être collectés dans le Lance-Pièce, l'Émissaire Subspatial ou Brawl, peuvent être débloqués dans le menu Défi, qui propose plusieurs objets au joueur si celui-ci remplit certains objectifs. Chaque défi se présente sous la forme d'une fenêtre : si celle-ci est bleue, on ne connaît pas l'objectif à remplir ; si celle-ci est rouge, on le connaît. Une fois que le défi est relevé, la fenêtre se brise, le joueur remporte un lot, et les fenêtres adjacentes deviennent rouges.
Brawl contient des démos de jeux classiques de Nintendo, connues sous le nom de « Chefs-d'œuvre », qui permettent aux joueurs de revisiter les jeux qui ont marqué l'histoire des personnages, comme celle de Link dans Ocarina of Time. Ces titres utilisent la technologie de la console virtuelle pour émuler les jeux classiques payants et ont une limite de temps qui varie entre 30 secondes et 5 minutes.

## Arènes
Les arènes (ou stages) sont les environnements où se déroulent les combats. Chaque arène a son propre décor tiré d'une série de jeux vidéo. Il existe 41 arènes, dont 29 sont disponibles dès le début. Certaines arènes se transforment au cours du combat ; d'autres sont interactives.
Contrairement à son prédécesseur, Brawl comporte des arènes basées sur des séries d'éditeurs-tiers, comme l'île de Shadow Moses, inspirée de la série Metal Gear Solid (Konami). Le jeu comporte également certaines arènes déjà présentes dans Super Smash Bros. Melee.
Brawl dispose aussi d'un mode qui permet de créer ses propres arènes. Les joueurs peuvent sauvegarder leurs créations sur une carte SD ou sur la mémoire interne de la console. Via la Nintendo Wi-Fi Connection, il est possible d'envoyer ses niveaux à ses amis ; les joueurs peuvent aussi les soumettre à Nintendo, qui en choisit un par jour pour le distribuer à tous les joueurs.

## Personnages jouables
Super Smash Bros. Brawl permet au joueur de choisir entre 35 personnages. Certains sont nouveaux, mais d'autres proviennent de Melee : ces derniers ont été mis à jour, que ce soit en apparence ou en capacités physiques. Par exemple, Link et Fox ont adopté une apparence d'un titre plus récent,, tandis que Samus a acquis la capacité d'enlever son costume, et de devenir Samus Sans Armure.
Brawl fait aussi figurer des nouveaux personnages de séries qui étaient déjà représentées. Diddy Kong de la série Donkey Kong et Ike de la série Fire Emblem font par exemple leur première apparition dans la saga,. D'autres nouveaux venus sont les premiers à représenter leur série. Il s'agit notamment de personnages tels que Pit, représentant la série Kid Icarus, ou Wario de la série WarioWare,. Solid Snake, principal protagoniste de la série de Konami Metal Gear et Sonic, de l'ancien concurrent de Nintendo Sega, sont les premiers personnages d'une autre compagnie que Nintendo à apparaître dans la série des Super Smash Bros.,. Meta Knight et Roi Dadidou de la série Kirby de Hal Laboratory sont également jouables, tout comme le dresseur Pokémon qui ne peut pas combattre directement et utilise donc trois Pokémon : Carapuce, Herbizarre et Dracaufeu. Parmi les Pokémon, Pikachu, Lucario, et enfin Rondoudou sont également jouables.

## Développement
Lors de la conférence de presse du pré-E3 2005, le président de Nintendo Satoru Iwata annonce que le prochain Super Smash Bros. sera bientôt en développement pour leur prochaine console et voudrait un futur titre avec la compatibilité Wi-Fi pour le mode en ligne. L'annonce est une surprise pour Sakurai, qui a quitté HAL Laboratory en 2003. Il n'a pas été informé que Nintendo avait l'intention de faire un autre titre Smash, malgré le fait qu'Iwata ait dit à Sakurai peu de temps après sa démission que si un nouveau Smash devait être développé, il voudrait que Sakurai soit à nouveau le réalisateur. Ce n'est qu'après la conférence qu'Iwata demande à Sakurai une rencontre privée avec lui, où il l'invite à participer au développement de Brawl en tant que réalisateur.Satoru Iwata lui a proposé de devenir le réalisateur, et s'il refusait, Nintendo développerait un remake de Super Smash Bros. Melee. Sakurai accepte de devenir réalisateur et le développement du jeu commence en octobre 2005, lorsque Nintendo ouvre un nouveau bureau a Tokyo juste pour sa production. Nintendo bénéficie de l'aide extérieure de divers studios de développement, comme Game Arts, dont l'équipe de développement a passé un temps important à jouer à Super Smash Bros. Melee. L'équipe de développement a accès à l'ensemble du matériel et des outils originaux du développement de Melee, fait permis par HAL Laboratory.

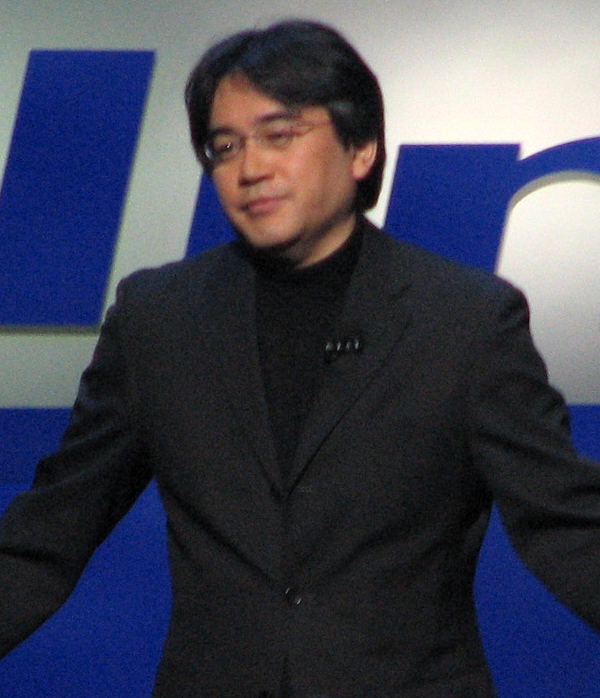
Satoru Iwata à l'E3 2006.

Le jeu est absent lors du dévoilement de la Wii à la conférence de presse du pré-E3 2006. Le jour suivant, le mercredi 10 mai 2006, sa première bande annonce est dévoilée à l'E3 et après la conférence de presse, Nintendo annonce officiellement le nom du jeu, Super Smash Bros. Brawl. Dans une interview avec IGN, Sakurai déclare que la détection de mouvements permise par la Wii ne sera pas utilisée, car son équipe a trouvé trop éprouvant d'inclure cette fonctionnalité pour autant de personnages. En ce qui concerne la connexion Wi-Fi, Sakurai a déclaré que son objectif était d'inclure la compatibilité Wi-Fi dès le début. Il ajouta que « l'une des principales raisons pour lesquelles Super Smash Bros. Brawl a été créé, c'est que Nintendo comptait dessus pour lancer la Wii sur le jeu en ligne »,.
Sakurai a déclaré sur la version japonaise de Smash Bros. DOJO!! qu'il y avait « des obstacles de toutes sortes qui ont rendu l'exercice très difficile » à mettre en œuvre des batailles en ligne. En outre, il a dit qu'un système de classement en ligne a peu de chance d'être implanté. Au cours d'un test du jeu fait entre Sakurai et Hideo Kojima, Kojima a déclaré que le jeu était maintenant prêt et que Nintendo « pouvait le sortir dès maintenant et qu'il en vendrait des millions de copies »,. Du 22 mai 2007 au 14 avril 2008, le site Smash Bros. DOJO!! publie des mises à jour quotidiennes.
À la conférence de Nintendo à l'E3 2007, le président de Nintendo of America Reginald Fils-Aime annonce que Super Smash Bros. Brawl sortira le 3 décembre 2007 en Amérique.
Cependant, deux mois avant la sortie annoncée, l'équipe de développement demande plus de temps pour travailler sur le jeu. Durant la conférence de Nintendo le 10 octobre 2007, le président Iwata annonce le retard :

« Pour affiner Smash Bros., compte tenu de sa profondeur de jeu sans précédent, nous avons décidé que nous avions besoin d'un petit peu plus de temps qu'annoncé pour terminer le jeu. Nous sommes désolés pour les fans qui attendaient déjà avec impatience le lancement, mais nous devrions le lancer le 24 janvier 2008 au Japon. De même, nous allons reconsidérer le lancement en Amérique du Nord, et nos filiales locales feront leurs propres annonces,. »

Le 11 octobre 2007, George Harrison de Nintendo of America annonce que Super Smash Bros. Brawl sortira le 10 février 2008 en Amérique du Nord.
Le 15 janvier 2008, la sortie officielle est retardée d'une semaine jusqu'au 31 janvier 2008 au Japon, et près d'un mois en Amérique jusqu'au 9 mars 2008.
Le 24 avril 2008, Nintendo of Europe confirme que Brawl sortira le 27 juin 2008 en Europe. De même, Nintendo of Australia annonce le 15 mai 2008 que la date de sortie en Australie serait le 26 juin 2008.

### Problèmes techniques
En raison de la taille importante des données du jeu, Super Smash Bros. Brawl est vendu sur un disque double couche. Nintendo of America a déclaré que certaines consoles Wii, celles dont la lentille serait « contaminée », pouvaient avoir des difficultés à lire ce type de disques. Nintendo offre une réparation gratuite aux clients qui rencontrent ce problème même si la console et/ou le jeu ne sont plus sous garantie.

### Musique
Le 22 mai 2007, Sakurai révèle une liste de 36 compositeurs de musique pour le jeu. Il a demandé aux compositeurs, venus de différentes sociétés, « d'écouter une sélection de musiques de Nintendo et d'arranger leurs chansons préférées »
,. Chaque stage possède plusieurs musiques que les joueurs peuvent écouter grâce à l'option Mes musiques ; celui-ci peut également régler la fréquence à laquelle elles apparaissent dans les différents stages. Certaines musiques proviennent d'autres jeux sans aucun arrangement et d'autres ont été entièrement créées pour Brawl. Quelques musiques sont à débloquer au fur et à mesure de la progression dans le jeu.
Le thème principal du jeu a été composé par Nobuo Uematsu.

### Inclusion de personnages
Sakurai avait initialement déclaré qu'il ne voulait pas intégrer de personnages tirés de jeux sortis uniquement au Japon. Cependant, comme l'inclusion de Marth et Roy dans Melee avait conduit à mondialiser la série Fire Emblem, il s'est finalement davantage intéressé à cette éventualité. Sakurai avait aussi déclaré que les personnages d'éditeurs-tiers seraient au plus au nombre de deux, sans compter Snake. L'inclusion du personnage Solid Snake de Konami peut sembler entrer en contradiction avec le paradigme de Super Smash Bros. — n'inclure que des personnages créés par Nintendo et ses développeurs second-party — mais Sakurai a fait valoir que Hideo Kojima, le créateur de Metal Gear, avait « pratiquement supplié » pour inclure Snake dans Super Smash Bros. Melee : ceci n'était alors pas possible car le développement du titre était trop avancé. Snake a donc finalement été inclus dans la suite de Melee. De façon similaire, Lucas, un personnage de Mother 3, devait apparaître dans Melee mais a été retiré en raison des retards de Mother 3. Lucas sera finalement présent dans Brawl.
La version japonaise du site officiel du jeu avait demandé aux joueurs, via le forum du site, quels personnages et quelles musiques ils souhaitaient voir dans le jeu. Le personnage d'éditeur tiers le plus demandé, Sonic de Sega, a finalement été inclus dans Brawl ; cette annonce a eu lieu le 10 octobre 2007.
À noter qu'un mod du jeu titré « Project M » a été développé et que sa scène compétitive est très active. Il propose des stages inédits, de nouvelles tenues pour les personnages, des personnages de Super Smash Bros. Melee (Mewtwo, Dr. Mario et Roy), et des attaques modifiées.

### Doublage
- Mario : Charles Martinet
- Luigi : Charles Martinet
- Peach : Samantha Kelly
- Bowser : Eric Newsome
- Wario : Charles Martinet
- Waluigi : Charles Martinet
- Donkey Kong : Takashi Nagasako
- Diddy Kong : Katsumi Suzuki
- Yoshi : Kazumi Totaka
- Link : Akira Sasanuma
- Zelda/Sheik : Jun Mizusawa
- Ganon : Hironori Miyata
- Link Cartoon : Sachi Matsumoto
- Fox McCloud : Jim Walker (Jap : Kenji Nojima)
- Falco Lombardi : Dex Manley (Jap : Hisao Egawa)
- Slippy Toad : Mike McAuliffe (Jap : Kyōko Tongū)
- Wolf O'Donnell : Jay Ward (Jap : Mahito Oba)
- Kirby : Makiko Omoto
- Roi Dadidou : Masahiro Kobayashi
- Meta Knight : Eric Newsome
- Samus sans armure : Alesia Glidewell
- Pikachu : Ikue Ōtani
- Dresseur de Pokémon : Virginie Demians (US : Michele Knotz, Jap : Tomoe Hanba)
- Carapuce : Virginie Demians (US : Michele Knotz, Jap : Rikako Aikawa)
- Herbizarre : Jean-Marc Delhausse (US : Craig Blair, Jap : Tomoko Kawakami)
- Dracaufeu : Shinichiro Miki
- Lucario : Jean-Marc Delhausse (US : Bill Rogers, Jap : Daisuke Namikawa)
- Rondoudou : Virginie Demians (US : Rachael Lillis, Jap : Mika Kanai)
- Lucas : Lani Minella
- Ness : Makiko Omoto
- Ike : Jason Adkins
- Marth : Hikaru Midorikawa
- Ice Climbers : Sanae Kobayashi
- Pit : Lani Minella (Jap : Minami Takayama)
- Captain Falcon : Ryo Horikawa
- Sonic : Jason Griffith (Jap : Junichi Kanemaru)
- Solid Snake : David Hayter (Jap : Akio Otsuka)
- Roy Campbell : Paul Eiding (Jap : Takeshi Aono)
- Otacon : Christopher Randolph (Jap : Hideyuki Tanaka)
- Mei Ling : Kim Mai Guest (Jap : Hoko Kuwashima)
- Gray Fox : Rob Paulsen
- Lyn : Lani Minella
- Samourai Goroh : Akio Otsuka
- Kat et Ana : Rieko Ninomiya
- Jill : Sachiko Hamano
- Little Mac : Hisao Egawa
- Rayquaza : Katsuyuki Konishi
- Vlad : Aya Hara
- Dr Wright : Shinobu Satochi
- Knuckle Joe : Alesia Glidewell (Jap : Minami Takayama)
- Shadow : Jason Griffith (Jap : Koji Yusa)

## Accueil

### Critiques
À sa sortie, Super Smash Bros. Brawl reçoit de très bonnes critiques de la part de la presse vidéoludique. Les éditeurs du magazine japonais de jeu vidéo Famitsu, qui lui ont accordé la meilleure note, ont fait l'éloge de la variété et de la profondeur du mode solo, de l'imprévisibilité des « Final Smash », et de la dynamique des styles de combats de chacun des personnages,. Chris Slate du magazine officiel Nintendo Power attribue au jeu un score parfait dans le numéro de mars 2008.
Lark Anderson de GameSpot fait remarquer que Super Smash Bros. Brawl est « conçu avec de simples contrôles et un gameplay remarquablement accessible aux débutants, mais toujours aussi intéressant pour les pro-gamers. » GameTrailers souligne l'importance du contenu proposé. Eurogamer est impressionné par la capacité du jeu à rester amusant dans les modes solo et multijoueur.
Game Revolution qualifie la bande son de « spectaculaire... couvrant une large portion de l'histoire vidéoludique »,. Game Informer parle d'un « équilibre de jeu finement réglé »,. Edge a conclu que, même si les Super Smash Bros. ont souvent été « moqués pour leurs systèmes de jeu bourrins », Brawl propose « l'un des systèmes de jeu les plus innovants et les plus profonds de tous les jeux de combat ».
D'autres réactions sont moins enthousiastes. Matt Casamassina d'IGN a noté que le jeu souffrait de « longs temps de chargement » et « d'ennemis et d'environnements peu inspirés » dans l'Émissaire subspatial. Plusieurs journalistes sont déçus par les graphismes qu'ils voient comme une simple « version améliorée de Super Smash Bros. Melee »,.
Mitchell Saltzman de Gameworld Network a exprimé sa déception face à l'absence de « résumés statistiques, discussions par micro, et surtout d'environnements sans ralentissements » dans le mode en ligne. Matthew Castle de NGamer pointe du doigt le manque d'innovations.
Voulant rendre le jeu plus accessible au grand public, Nintendo a grandement altéré le gameplay originel en le rendant plus souple et plus facile à prendre en main. Déçus, certains joueurs invétérés de Super Smash Bros. Melee se sont tournés vers une version modifiée du jeu, nommée « Project M »[réf. nécessaire].

### Récompenses
Super Smash Bros. Brawl a reçu diverses récompenses attribuées par la presse spécialisée.
IGN lui a décerné de nombreux prix réservés aux jeux Wii au cours des « IGN's 2008 video game awards », dont celles du « meilleur jeu de combat », « meilleur jeu multijoueur » et « meilleure bande originale ». Il a aussi été nommé pour de nombreuses autres récompenses spécifiques à la Wii, comme « meilleurs graphismes », « meilleure utilisation du son », « meilleur jeu multijoueur en ligne » et « jeu de l'année ». Le jeu s'est également vu remettre la récompense du « meilleur jeu de combat de 2008 » par GameSpot. Brawl a été classé quinzième dans le classement des 100 plus grands jeux Nintendo de tous les temps, établi par l'Official Nintendo Magazine. Le magazine Nintendo Power l'a enfin classé cinquième meilleur jeu sorti sur une console Nintendo au cours des années 2000.

### Ventes
Super Smash Bros. Brawl a été salué par la critique et a connu un grand succès commercial. Aux États-Unis, le jeu s'est vendu à 874 000 copies le jour de son lancement et à 1,4 million d'unités dès sa première semaine de commercialisation. D'après Nintendo, il est devenu le jeu vidéo qui s'est vendu le plus rapidement dans l'histoire de Nintendo aux États-Unis. Selon le NPD Group, il a été le jeu le plus vendu du mois de mars 2008 au Canada et aux États-Unis, avec respectivement 200 000 et 2,7 millions d'unités vendues. Brawl est le best-seller de l'année 2008 au Canada à partir du 1er avril 2008,.
Lors de sa sortie dans les régions PAL, Brawl atteint la place numéro 1 dans les charts européens et australiens,.
Au 30 septembre 2008, selon Nintendo, le jeu s'était vendu à 7,47 millions d'unités dans le monde.
Au 30 septembre 2020, Super Smash Bros. Brawl est le huitième jeu le plus vendu sur Wii avec 13,32 millions d'unités écoulées.